# Nyctonympha howdenarum
Nyctonympha howdenarum là một loài bọ cánh cứng trong họ Cerambycidae.